# Mellby syd
Mellby syd är en bebyggelse söder om Mellby i Laholms socken i Laholms kommun belägen en knapp kilometer inåt land från Mellbystrand. Bebyggelsen avgränsas från 2023 som en separat småort. 